# Gmina Ribnik (Bośnia i Hercegowina)
Gmina Ribnik (serb. Општина Рибник / Opština Ribnik) – gmina w Bośni i Hercegowinie, w Republice Serbskiej. W 2013 roku liczyła 5851 mieszkańców.